# Zeche Preutenborbeckssiepen
Die Zeche Preutenborbeckssiepen ist ein ehemaliges Steinkohlenbergwerk in Essen-Heidhausen. Das Bergwerk war auch unter dem Namen Zeche Preutenborbecks Siepen und Zeche Preutenborbeck bekannt. Das Bergwerk befand sich am südlichen Ufer der Ruhr.

## Bergwerksgeschichte
Im Jahr 1751 erfolgte die Verleihung der Abbauberechtigung, anschließend ging das Bergwerk in Betrieb. Ab September des Jahres 1832 wurden im Bereich des oberen Tagebetriebs Schürfarbeiten durchgeführt. Im selben Jahr wurde im Bereich der heutigen Straße In der Borbeck ein Stollen angesetzt. Das Stollenmundloch befand sich unterhalb des Hofes Preutenborbeck. In der folgenden Zeit wurde Steinkohle gewonnen. Im Jahr 1836 wurde im Flöz Hauptflöz abgebaut. Am 20. April des Jahres 1838 wurde ein Längenfeld verliehen. Im Jahr 1842 wurde zunächst noch Abbau betrieben, danach wurde das Bergwerk mehrere Jahre nicht mehr in den Unterlagen genannt. In den Jahren 1853 bis 1859 wurde wieder Abbau betrieben. Im Jahr 1860 wurde zunächst noch Abbau betrieben. Am Ende des Jahres waren die Vorräte oberhalb der Stollensohle abgebaut. Aus diesem Grund wurde die Zeche Preutenborbeckssiepen gegen Jahresende stillgelegt. Noch vor dem Jahr 1909 wurde die Berechtsame der Zeche Pauline zugeteilt.

## Förderung und Belegschaft
Die ersten bekannten Förder- und Belegschaftszahlen des Bergwerks stammen aus dem Jahr 1834, in diesem Jahr waren 22 Bergleute auf dem Bergwerk beschäftigt, die Förderung betrug 56.577 Scheffel Steinkohle. Im Jahr 1836 wurden 51.818 preußische Tonnen Steinkohle gefördert. Im Jahr 1840 betrug die Förderung rund 8000 Tonnen Steinkohle. Die letzten bekannten Förderzahlen stammen aus dem Jahr 1842, damals wurden 46.502 preußische Tonnen Steinkohle gefördert. Die letzten bekannten Belegschaftszahlen stammen aus dem Jahr 1858, damals waren noch 16 Beschäftigte auf dem Bergwerk.